# Uta Kobayashi
Uta Kobayashi (6 agosto 2002) è una nuotatrice artistica giapponese.

## Palmarès
- Mondiali

Fukuoka 2023: argento nella gara a squadre (programma libero).
Doha 2024: argento nella gara a squadre (programma libero), bronzo nella gara a squadre (programma tecnico).
Singapore 2025: argento nella gara a squadre (programma libero).

### Coppa del Mondo
- 13 podi:
  - 3 vittorie (3 nella gara a squadre)
  - 7 secondi posti (6 nella gara a squadre e 1 nel duo)
  - 3 terzi posti (2 nella gara a squadre e 1 nel duo)

#### Coppa del mondo - vittorie
| Data          | Luogo       | Paese   | Disciplina  |
| ------------- | ----------- | ------- | ----------- |
| 17 marzo 2023 | Markham     | Canada  | Team libero |
| 6 maggio 2023 | Montpellier | Francia | Team libero |
| 4 maggio 2024 | Parigi      | Francia | Team libero |